# Anja Odenthal
Anja Odenthal (* 25. März 1971 in Köln) ist eine deutsche Entertainerin und Sängerin.

## Leben
Anja Odenthal wuchs in Köln mit einem Bruder auf. Der Vater spielte oft Klavier und brachte gerne Künstler aus dem Kölner Karneval mit nach Hause, wo geprobt und musiziert wurde. Als Odenthal neun Jahre alt war, sang sie erstmals beim Kinderkarneval. Mit elf Jahren hatte Odenthal bei den Montagsmalern ihren ersten Fernsehauftritt. Seit ihrem zwölften Lebensjahr tritt sie semiprofessionell im Kölner Karneval auf.
Mit 15 Jahren bestand Odenthal die Aufnahmeprüfung für klassischen Gesang an der Rheinischen Musikschule in Köln und erhielt Gesangsunterricht bei Ilse Haarhaus, einer Konzertsängerin. Dazu sang sie in einer Jazzcombo und erhielt Ballett- und Jazztanzunterricht. Odenthal spielt Klavier und Gitarre.
Nach dem Abitur am Hölderlin-Gymnasium in Köln studierte Odenthal ab 1990 Germanistik an der Universität zu Köln. 1993 bewarb sich Odenthal bei der Närrischen Hitparade, wo sie ihren ersten Auftritt als Sängerin im Fernsehen hatte. 1995 erschien in Zusammenarbeit mit der „Akademie för uns kölsche Sproch“ und dem Kölner Jugendchor Sankt Stephan die selbstgeschriebene Show Musicals op Kölsch.
Nachdem sie bereits vier CDs in Eigenproduktion hergestellt hatte, hörte der Musikverleger Günter Ilgner auf einer Aufnahme Odenthals Stimme. Nach einem Probesingen im Studio erschien 1998 die Platte Zeit für die Liebe. Produziert wurde die CD unter anderem von Hans Schulz, der beispielsweise für Andy Borg, Die Fischer von San Juan geschrieben hat und Klaus Löhmer. Textautor war Erich Offierowski, der unter anderem Texte für Claudia Jung schrieb. Zwei Titel steuerte Christian Bruhn zum Album bei. Ein weiterer Gesangswettbewerb, die letzten Deutschen Schlager-Festspiele und Fernsehauftritte folgten, ebenso wie Reisen durch Deutschland und Österreich. 1999 erhielt sie als Nachwuchssängerin des Jahres die Goldene Stimmgabel.
Von 2002 bis 2005 präsentierte Odenthal gemeinsam mit anderen Kölner Künstlern „Advents Tön im Gürzenich“, von 2005 bis 2008 die Musikshow Musical Wishes.
Odenthal ist seit 2007 verheiratet und brachte im Oktober 2009 eine Tochter zur Welt.

## Bekannte Titel
- 1993 Dat schwatze „K“
- 1998 Zeit für die Liebe
- 1999 Ich will leben
- 1999 La Musica
- 2000 Gefunden, gehalten, verloren

## Diskografie
- 1992 Danze jonn
- 1995 Ich bin was ich bin
- 1998 Musical Night
- 1999 Zeit für die Liebe
- 2001 Musicality
- 2001 Adventstön vun nah un fän
- 2005 Faces